# Milagros Sequera
Milagros Sequera (født 30. september 1980 i San Felipe, Yaracuy, Venezuela) er en kvindelig professionel tennisspiller fra Venezuela.
Milagros Sequera højeste rangering på WTA single rangliste var som nummer 48, hvilket hun opnåede 9. juli 2007. I double er den bedste placering nummer 29, hvilket blev opnået 31. januar 2005.